# Весела Боковенька
Весела Боковенька — річка у Долинському районі Кіровоградської області, права притока Боковеньки (басейн Дніпра).

## Опис
Довжина річки приблизно 18  км. Висота витоку річки над рівнем моря — 148 м; висота гирла над рівнем моря — 118 м;  падіння річки — 30 м; похил річки — 1,67 м/км. Формується з декількох безіменних струмків та водойм.

## Розташування
Весела Боковенька бере  початок на околиці села Василівки. Тече на південний схід через села Зелений Гай, Веселі Боковеньки, Іванівку. На північній околиці села Олександрівки впадає у річку Боковеньку праву притоку Бокової.